# Nekrolog 1170
Nekrolog
◄◄
| ◄
| 1166
| 1167
| 1168
| 1169
| 1170 | 1171 | 1172 | 1173 | 1174 | ► | ►►
Weitere Ereignisse | Allgemeiner Nekrolog 1170
Die Beschreibung der verstorbenen Person sollte so kurz wie möglich gehalten sein und nur deren signifikante Tätigkeit(en) enthalten.
Neue Namen ggf. auch unter dem Geburts- und Sterbedatum, also etwa unter 1. Januar und im Geburts- und Sterbejahr (2024) eintragen (nur bei entsprechender großer Wichtigkeit). Für Beispiele siehe die schon vorhandenen Artikel.
Außerdem über die fünf zuletzt Verstorbenen, zu denen es einen ausreichend guten Artikel für eine Präsentation auf der Hauptseite gibt, nach der todesbedingten Überarbeitung der Artikel ggf. auch unter Wikipedia Diskussion:Hauptseite informieren und sie am besten auch in den anderen Wikipedia-Sprachversionen eintragen. Tipp: Regelmäßig bei news.google.de nach „ist tot“, „gestorben“ oder „verstorben“ suchen.
Wenn eine Person gestorben ist, gibt es viele Seiten zu dieser Person in der Wikipedia, die davon auch betroffen sind und entsprechend aktualisiert werden müssen. Beispiele: Namenübersichtsseite, Geburtsjahr, Geburtsort-Seiten und viele mehr.
Wie finde ich die betroffenen Seiten?
Im Suchfeld auf der linken Seite gibt man den Suchbegriff so ein: „Vorname Nachname“. Dann klickt man auf Volltext und alle Seiten mit entsprechendem Suchtext werden aufgerufen. Hier sieht man dann schnell, wo auch das Todesjahr Sinn macht oder sogar ein Teil des Artikels angepasst werden muss. Auch hilft das „Werkzeug“ auf der linken Seite sehr gut, um solche Seiten aufzufinden: „Links auf diese Seite“. Somit ist die Wikipedia wieder aktuell in allen Bereichen! Hinweis: bei Eintragung der Kategorie „Gestorben JAHR“ wird der Missbrauchsfilter 49 ausgelöst, was jedoch nicht schlimm ist. Siehe: Spezial:Missbrauchsfilter/49
Dies ist eine Liste von im Jahr 1170 verstorbenen bekannten Persönlichkeiten. Die Einträge erfolgen innerhalb der einzelnen Daten alphabetisch sortiert. Tiere sind im Nekrolog für Tiere zu finden.

## Januar
| Tag        | Name                    | Beruf, bekannt als         | Alter | Beleg |
| ---------- | ----------------------- | -------------------------- | ----- | ----- |
| 21. Januar | Gunther von Andlau      | Abt im Kloster St. Blasien |       |       |
| 26. Januar | Anséric I. von Montréal | Herr von Montréal          |       |       |

## September
| Tag           | Name                   | Beruf, bekannt als     | Alter | Beleg |
| ------------- | ---------------------- | ---------------------- | ----- | ----- |
| 14. September | Heilika von Lengenfeld | Pfalzgräfin von Bayern |       |       |

## Oktober
| Tag         | Name      | Beruf, bekannt als        | Alter | Beleg |
| ----------- | --------- | ------------------------- | ----- | ----- |
| 12. Oktober | Adolf II. | Graf von Berg (1115–1160) |       |       |

## November
| Tag          | Name          | Beruf, bekannt als                                                        | Alter | Beleg |
| ------------ | ------------- | ------------------------------------------------------------------------- | ----- | ----- |
| 18. November | Albrecht I.   | Gründer der Mark Brandenburg und zugleich erster Markgraf von Brandenburg |       |       |
| 20. November | Gerung        | Abt des Klosters Bosau und Bischof von Meißen                             |       |       |
| 25. November | Rainald II.   | Graf von Bar und durch Heirat Herr von Ligny                              |       |       |
| 28. November | Owain Gwynedd | Fürst von Gwynedd in Nordwales                                            |       |       |

## Dezember
| Tag          | Name            | Beruf, bekannt als                                                           | Alter | Beleg |
| ------------ | --------------- | ---------------------------------------------------------------------------- | ----- | ----- |
| 20. Dezember | Al-Mustandschid | Abbasidenkalif (1160–1170)                                                   |       |       |
| 29. Dezember | Thomas Becket   | englischer Lordkanzler (1155–1162) und Erzbischof von Canterbury (1162–1170) | 52    |       |

## Datum unbekannt
| Tag | Name                     | Beruf, bekannt als                                                             | Alter | Beleg |
| --- | ------------------------ | ------------------------------------------------------------------------------ | ----- | ----- |
|     | Abu Hamid al-Gharnati    | arabischer Reisender, Geograph und Schriftsteller                              |       |       |
|     | Ranieri Bottacci         | Konsul von Pisa                                                                |       |       |
|     | Hermann von Hildesheim   | deutscher römisch-katholischer Bischof                                         |       |       |
|     | Hugo von Ibelin          | Herr von Ibelin und Ramla                                                      |       |       |
|     | Hywel ab Owain           | walisischer Herrscher von Ceredigion                                           |       |       |
|     | Joseph Kimchi            | jüdischer Grammatiker, Exeget und Übersetzer                                   |       |       |
|     | Minamoto no Tametomo     | Mitglied der Minamoto in Japan                                                 |       |       |
|     | Mstislaw II.             | Fürst von Perejaslaw, Fürst von Wolhynien und Großfürst von Kiew (1167–1169)   |       |       |
|     | Phagmodrupa Dorje Gyelpo | Gründer des Phagdru-Kagyü-Schulrichtung des tibetischen Buddhismus (Vajrayana) |       |       |
|     | Robert Fitzharding       | englischer Adliger                                                             |       |       |
|     | Ruben II.                | Fürst von Kleinarmenien                                                        |       |       |
|     | Ulrich von Steinfeld     | Propst des Klosters Steinfeld                                                  |       |       |
|     | Wang Zhe                 | chinesischer Begründer der daoistischen Quanzhen-Schule der inneren Alchemie   |       |       |
|     | Werner von Minden        | Bischof von Minden                                                             |       |       |